# Politar Andorrà
Der Politar Andorrà ist ein Buch, das vom Geistlichen Antoni Puig 1763 in Andorra verfasst wurde. Das Buch fasst im Wesentlichen die Inhalte des bereits 1748 erschienenen Manual Digest zusammen, enthält aber auch weiterführende Informationen, Dokumentationen und Daten.
Im Manual Digest wurden die historischen Archive Andorras verarbeitet, außerdem wurde eine Reihe von mündlichen Überlieferungen und moralischen Normen in Form von Maximen aufgenommen. Der Manual Digest ebenso wie der Politar Andorrà hatten einen großen Einfluss auf die andorranischen Regierenden sowie die Gesellschaft des Landes. Beide Werke gelten als Meilensteine der andorranischen sowie der katalanischen Literatur im 18. Jahrhundert.
Das Original befindet sich im Schrank der sieben Schlüssel in der Casa de la Vall in Andorra la Vella. Abschriften mit leichten Textvarianten liegen unter anderem in den Archiven der permanenten Delegation des französischen Ko-Fürsten und im Anwaltskollegium in Barcelona.